# 大基希海姆
大基希海姆是奥地利克恩顿州德劳河畔施皮塔尔县的一个市镇。总面积109.78平方公里，总人口1558人，人口密度14.2人/平方公里（2005年）。